# 四氯合铜(II)酸四甲基铵
四氯合铜(II)酸四甲基铵是一种配位化合物，化学式为[(CH3)4N]2[CuCl4]。

## 制备
将氯化铜的乙醇溶液和四甲基氯化铵的乙醇溶液按化学计量比混合，得到四氯合铜(II)酸四甲基铵沉淀。在水溶液中的反应，通过缓慢挥发，也能得到该配合物。

## 性质
该配合物和三溴乙酸银在硝基甲烷中反应，生成氯化银沉淀及蓝绿色的[(CH3)4N]2[Cu(O2CCBr3)4]配合物。